# سوسکچه‌های خرطوم‌دار آدس
سوسکچه‌های خرطوم‌دار آدس(نام علمی: Aades) نام یک سرده از تیره سوسکچه‌های خرطوم‌دار است.